# Esperia
Pour les articles homonymes, voir Esperia (homonymie).
Genre
Esperia est un genre d'insectes de l'ordre des lépidoptères (papillons), de la famille des Oecophoridae.

## Espèces
- Esperia imitatrix (Zeller, 1847)
- Esperia krueperella (Staudinger, 1871)
- Esperia oliviella (Fabricius, 1794) - Europe et Proche-Orient
- Esperia sulphurella (Fabricius, 1775) - Europe